# Los Angeles Lakers 2018-2019
La stagione 2018-2019 dei Los Angeles Lakers è stata la 71ª stagione della franchigia, la 70ª nella NBA e la 59ª a Los Angeles.
Con la firma della stella NBA LeBron James, i Lakers speravano di finire la stagione con la qualificazione ai playoff per la prima volta dalla stagione 2012-2013. Dopo un buon inizio, con un record di 20-14, molti infortuni hanno coinvolto vari giocatori tra cui: LeBron James, Rajon Rondo, Lonzo Ball e Brandon Ingram, finendo alla pausa per l'All Star Game con un record negativo che ha portato i Lakers all'esclusione dai playoffs per la sesta volta consecutiva, che costituisce un record per la franchigia.
Al termine della stagione, il presidente della franchigia Magic Johnson si dimette per via della stagione deludente.

## Draft
| Giro | Scelta | Giocatore             | Ruolo | Nazionalità | Università/Squadra  |
| ---- | ------ | --------------------- | ----- | ----------- | ------------------- |
| 1    | 25     | Moritz Wagner         | AG    | Germania    | Michigan Wolverines |
| 2    | 39     | Isaac Bonga           | PM    | Germania    | Skyl. Francoforte   |
| 2    | 47     | Svjatoslav Mychajljuk | AP    | Ucraina     | Kansas Jayhawks     |

## Roster
| \| Pos. \| Num. \| Naz. \| Nome \| Altezza \| Peso \| Data nascita \| Provenienza \| \| ---- \| ---- \| ---------------------- \| ------------------------- \| ------- \| ------ \| ------------ \| ----------------------- \| \| P \| 2 \| Stati Uniti (bandiera) \| Ball, Lonzo \| 198 cm \| 86 kg \| 27-10-1997 \| UCLA \| \| P \| 9 \| Stati Uniti (bandiera) \| Rondo, Rajon \| 185 cm \| 84 kg \| 22-02-1986 \| Kentucky \| \| G \| 1 \| Stati Uniti (bandiera) \| Caldwell-Pope, Kentavious \| 196 cm \| 93 kg \| 18-02-1993 \| Georgia \| \| G \| 4 \| Stati Uniti (bandiera) \| Caruso, Alex (TW) \| 196 cm \| 84 kg \| 28-02-1994 \| Texas A&M \| \| C \| 15 \| Germania (bandiera) \| Wagner, Moritz \| 211 cm \| 111 kg \| 26-04-1997 \| Michigan \| \| AP \| 10 \| Stati Uniti (bandiera) \| Jones, Jemerrio \| 196 cm \| 79 kg \| 09-04-1995 \| New Mexico State \| \| G \| 3 \| Stati Uniti (bandiera) \| Hart, Josh \| 196 cm \| 98 kg \| 06-03-1995 \| Villanova \| \| P \| 17 \| Germania (bandiera) \| Bonga, Isaac \| 203 cm \| 82 kg \| 01-02-1999 \| Germania \| \| AP \| 14 \| Stati Uniti (bandiera) \| Ingram, Brandon \| 206 cm \| 86 kg \| 02-09-1997 \| Duke \| \| AG \| 0 \| Stati Uniti (bandiera) \| Kuzma, Kyle \| 206 cm \| 100 kg \| 24-07-1995 \| Utah \| \| G \| 6 \| Stati Uniti (bandiera) \| Stephenson, Lance \| 198 cm \| 104 kg \| 05-09-1990 \| Cincinnati \| \| AP \| 23 \| Stati Uniti (bandiera) \| James, LeBron (C) \| 203 cm \| 113 kg \| 30-12-1984 \| St. Vincent–St. Mary HS \| \| G/AP \| 35 \| Stati Uniti (bandiera) \| Bullock, Reggie \| 201 cm \| 96 kg \| 16-03-1991 \| North Carolina \| \| C \| 5 \| Stati Uniti (bandiera) \| Chandler, Tyson \| 216 cm \| 109 kg \| 07-02-1989 \| Washington \| \| C \| 7 \| Stati Uniti (bandiera) \| McGee, JaVale \| 213 cm \| 122 kg \| 19-01-1988 \| Nevada \| \| AG/C \| 31 \| Stati Uniti (bandiera) \| Muscala, Mike \| 211 cm \| 106 kg \| 01-07-1991 \| Bucknell \| \| AG \| 19 \| Stati Uniti (bandiera) \| Williams, Johnathan (TW) \| 206 cm \| 103 kg \| 22-05-1995 \| Gonzaga \| | Allenatore - Luke Walton Assistente/i - Mark Madsen - Jesse Mermuys - Miles Simon - Brian Shaw (Associate HC) - Brian Keefe - Clay Moser - Casey Owens Legenda - (C) Capitano - (FA) Free agent - (S) Sospeso - (GL) Assegnato a squadra G League affiliata - (TW) Contratto Two-way - Infortunato Roster • Transazioni · Ultima transazione: 18 aprile 2019 |                        |                           |         |        |              |                         |
| Pos. | Num. | Naz.                   | Nome                      | Altezza | Peso   | Data nascita | Provenienza             |
| P | 2 | Stati Uniti (bandiera) | Ball, Lonzo               | 198 cm  | 86 kg  | 27-10-1997   | UCLA                    |
| P | 9 | Stati Uniti (bandiera) | Rondo, Rajon              | 185 cm  | 84 kg  | 22-02-1986   | Kentucky                |
| G | 1 | Stati Uniti (bandiera) | Caldwell-Pope, Kentavious | 196 cm  | 93 kg  | 18-02-1993   | Georgia                 |
| G | 4 | Stati Uniti (bandiera) | Caruso, Alex (TW)         | 196 cm  | 84 kg  | 28-02-1994   | Texas A&M               |
| C | 15 | Germania (bandiera)    | Wagner, Moritz            | 211 cm  | 111 kg | 26-04-1997   | Michigan                |
| AP | 10 | Stati Uniti (bandiera) | Jones, Jemerrio           | 196 cm  | 79 kg  | 09-04-1995   | New Mexico State        |
| G | 3 | Stati Uniti (bandiera) | Hart, Josh                | 196 cm  | 98 kg  | 06-03-1995   | Villanova               |
| P | 17 | Germania (bandiera)    | Bonga, Isaac              | 203 cm  | 82 kg  | 01-02-1999   | Germania                |
| AP | 14 | Stati Uniti (bandiera) | Ingram, Brandon           | 206 cm  | 86 kg  | 02-09-1997   | Duke                    |
| AG | 0 | Stati Uniti (bandiera) | Kuzma, Kyle               | 206 cm  | 100 kg | 24-07-1995   | Utah                    |
| G | 6 | Stati Uniti (bandiera) | Stephenson, Lance         | 198 cm  | 104 kg | 05-09-1990   | Cincinnati              |
| AP | 23 | Stati Uniti (bandiera) | James, LeBron (C)         | 203 cm  | 113 kg | 30-12-1984   | St. Vincent–St. Mary HS |
| G/AP | 35 | Stati Uniti (bandiera) | Bullock, Reggie           | 201 cm  | 96 kg  | 16-03-1991   | North Carolina          |
| C | 5 | Stati Uniti (bandiera) | Chandler, Tyson           | 216 cm  | 109 kg | 07-02-1989   | Washington              |
| C | 7 | Stati Uniti (bandiera) | McGee, JaVale             | 213 cm  | 122 kg | 19-01-1988   | Nevada                  |
| AG/C | 31 | Stati Uniti (bandiera) | Muscala, Mike             | 211 cm  | 106 kg | 01-07-1991   | Bucknell                |
| AG | 19 | Stati Uniti (bandiera) | Williams, Johnathan (TW)  | 206 cm  | 103 kg | 22-05-1995   | Gonzaga                 |

## Classifiche

### Pacific Division
| Pacific Division  | V  | S  | V%   | PR   | Casa  | Trasf | Div  | PG |
| ----------------- | -- | -- | ---- | ---- | ----- | ----- | ---- | -- |
| c – G.S. Warriors | 57 | 25 | .695 | 0,0  | 30-11 | 27-14 | 13-3 | 82 |
| x – L.A. Clippers | 48 | 34 | .585 | 9,0  | 26-15 | 22-19 | 11-5 | 82 |
| Sacramento Kings  | 39 | 43 | .476 | 18,0 | 24-17 | 15-26 | 4-12 | 82 |
| L.A. Lakers       | 37 | 45 | .451 | 20,0 | 22-19 | 15-26 | 9-7  | 82 |
| Phoenix Suns      | 19 | 63 | .232 | 38,0 | 12-29 | 7-34  | 3-13 | 82 |

### Western Conference
| Western Conference | Western Conference      | Western Conference | Western Conference | Western Conference | Western Conference | Western Conference |
| #                  | Squadra                 | V                  | S                  | V%                 | PR                 | PG                 |
| ------------------ | ----------------------- | ------------------ | ------------------ | ------------------ | ------------------ | ------------------ |
| 1                  | c – G.S. Warriors       | 57                 | 25                 | .695               | –                  | 82                 |
| 2                  | y – Denver Nuggets      | 54                 | 28                 | .659               | 3,0                | 82                 |
| 3                  | x – Portland T. Blazers | 53                 | 29                 | .646               | 4,0                | 82                 |
| 4                  | y – Houston Rockets     | 53                 | 29                 | .646               | 4,0                | 82                 |
| 5                  | x – Utah Jazz           | 50                 | 32                 | .610               | 7,0                | 82                 |
| 6                  | x – Oklahoma Thunder    | 49                 | 33                 | .598               | 8,0                | 82                 |
| 7                  | x – San Antonio Spurs   | 48                 | 34                 | .585               | 9,0                | 82                 |
| 8                  | x – L.A. Clippers       | 48                 | 34                 | .585               | 9,0                | 82                 |
|                    |                         |                    |                    |                    |                    |                    |
| 9                  | Sacramento Kings        | 39                 | 43                 | .476               | 18,0               | 82                 |
| 10                 | L.A. Lakers             | 37                 | 45                 | .451               | 20,0               | 82                 |
| 11                 | Minnesota T'wolves      | 36                 | 46                 | .439               | 21,0               | 82                 |
| 12                 | Memphis Grizzlies       | 33                 | 49                 | .402               | 24,0               | 82                 |
| 13                 | N.O. Pelicans           | 33                 | 49                 | .402               | 24,0               | 82                 |
| 14                 | Dallas Mavericks        | 33                 | 49                 | .402               | 24,0               | 82                 |
| 15                 | Phoenix Suns            | 19                 | 63                 | .232               | 38,0               | 82                 |

## Mercato

### Prolungamenti contrattuali
| Giocatore                | Contratto          |
| ------------------------ | ------------------ |
| Kentavious Caldwell-Pope | 1 anni/$12 milioni |
| Alex Caruso              | Contratto two-way  |

#### Acquisti
| Giocatore          | Contratto           | Provenienza         |
| ------------------ | ------------------- | ------------------- |
| Rajon Rondo        | 1 anno/$9 milioni   | N.O. Pelicans       |
| LeBron James       | 4 anno/$156 milioni | Cleveland Cavaliers |
| Lance Stephenson   | 1 anno/$4,5 milioni | Indiana Pacers      |
| JaVale McGee       | 1 anno/$3,5 milioni | G.S. Warriors       |
| Michael Beasley    | 1 anno/$2,4 milioni | N.Y. Knicks         |
| Johnathan Williams | Contratto Two-Way   | Gonzaga Bulldogs    |
| Tyson Chandler     | 1 anno/$2,1 milioni | Phoenix Suns        |

#### Cessioni
| Giocatore     | Motivo     | Nuova squadra       |
| ------------- | ---------- | ------------------- |
| Tyler Ennis   | Tagliato   | Fenerbahçe          |
| Thomas Bryant | Tagliato   | Wash. Wizards       |
| Julius Randle | Rilasciato | N.O. Pelicans       |
| Isaiah Thomas | Rilasciato | Denver Nuggets      |
| Brook Lopez   | Rilasciato | Milwaukee Bucks     |
| Channing Frye | Rilasciato | Cleveland Cavaliers |
| Luol Deng     | Tagliato   | Minnesota T'wolves  |

### Scambi
| 6 luglio 2018   | L.A. LakersDraft right per Isaac Bonga | Philadelphia 76ersScelta 2º giro Draft 2019 Cash considerations |
| 6 febbraio 2019 | L.A. LakersReggie Bullock              | Detroit PistonsSvjatoslav Mychajljuk Scelta 2º giro Draft 2021  |
| 7 febbraio 2019 | L.A. LakersMike Muscala                | L.A. ClippersMichael Beasley Ivica Zubac                        |